# Municipio de Vernon Springs
El municipio de Vernon Springs (en inglés: Vernon Springs Township) es un municipio ubicado en el condado de Howard en el estado estadounidense de Iowa. En el año 2010 tenía una población de 4540 habitantes y una densidad poblacional de 45,35 personas por km².

## Geografía
El municipio de Vernon Springs se encuentra ubicado en las coordenadas 43°23′17″N 92°7′51″O / 43.38806, -92.13083. Según la Oficina del Censo de los Estados Unidos, el municipio tiene una superficie total de 100.11 km², de la cual 99,95 km² corresponden a tierra firme y (0,16 %) 0,16 km² es agua.

## Demografía
Según el censo de 2010, había 4540 personas residiendo en el municipio de Vernon Springs. La densidad de población era de 45,35 hab./km². De los 4540 habitantes, el municipio de Vernon Springs estaba compuesto por el 97,42 % blancos, el 0,35 % eran afroamericanos, el 0,04 % eran amerindios, el 0,37 % eran asiáticos, el 0,68 % eran de otras razas y el 1,12 % eran de una mezcla de razas. Del total de la población el 1,52 % eran hispanos o latinos de cualquier raza.